# Sint-Rochuskerk (Andrimont)

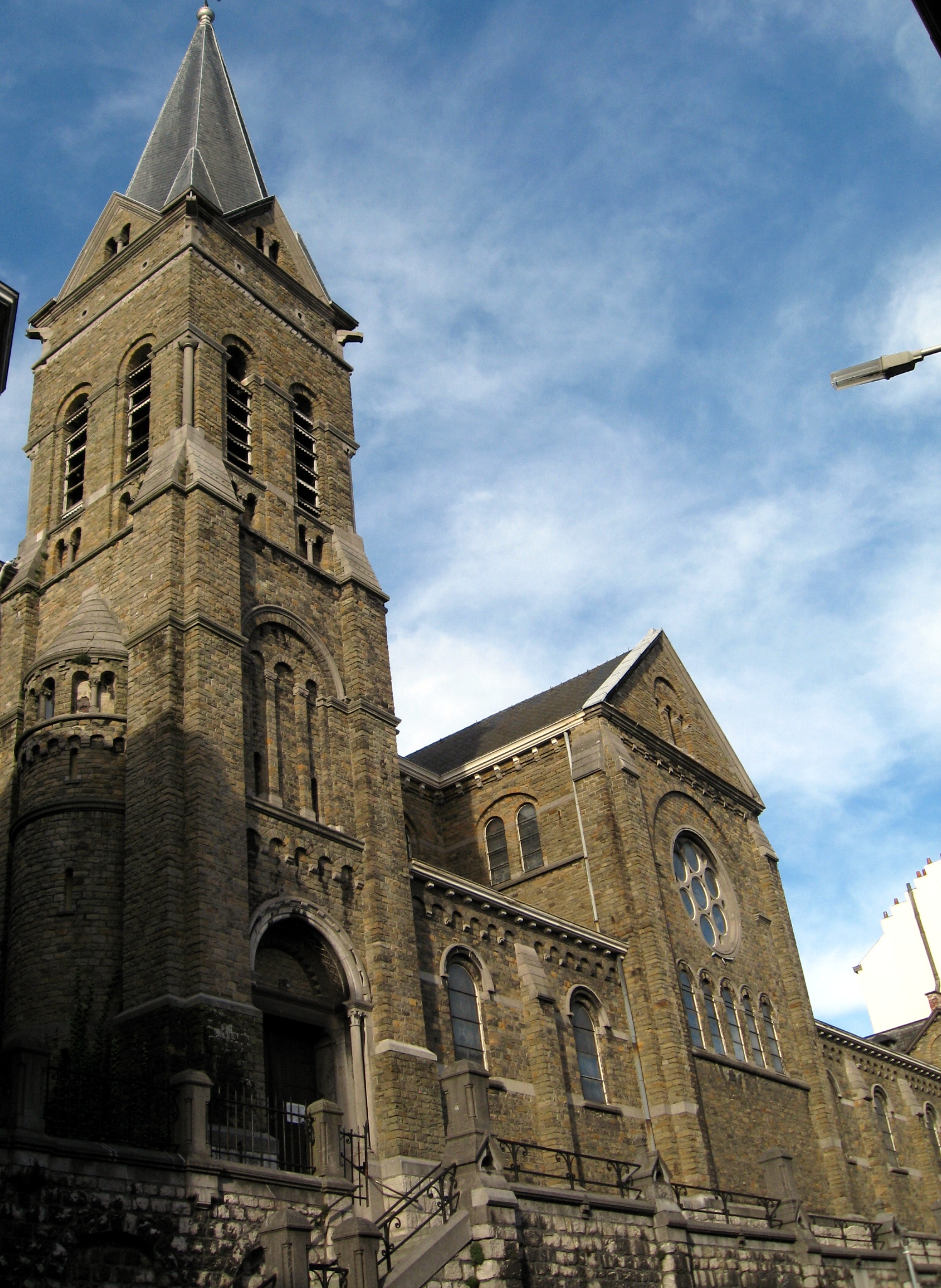
Sint-Rochuskerk

De Sint-Rochuskerk (Église Saint-Roch) is de parochiekerk van Fonds-de-Loup, een wijk van Andrimont. De kerk is gelegen aan Rue des 600 Franchimontois 66.

## Geschiedenis
In deze wijk werd in 1872 een parochie gesticht. In hetzelfde jaar werd een voorlopige kapel in gebruik genomen. De definitieve kerk kwam tot stand 1892-1893. Het is een neoromaanse kruisbasiliek naar ontwerp van Charles Thirion, gebouwd in blokken zandsteenblokken en kalksteen. De kerk heeft een halfronde apsis en de zijbeuken eindigen in absidiolen. De vierkante toren is aan de zuidwestzijde ingebouwd. Hij heeft een achtkante spits en vier frontalen.
Het kerkmeubilair is van omstreeks 1890 en ook de glas-in-loodramen zijn van die tijd.